# Tu Fawning
I Tu Fawning sono un gruppo musicale alternative rock statunitense originario di Portland nell stato dell'Oregon.

## Storia dei Tu Fawning
Il gruppo, formato nel 2008, è composto da Corrina Repp (voce), Joe Haege (ex Menomena e 31Knots), Lisa Rietz (ex Swords) e dal polistrumentista Toussaint Perrault.
Il nome del gruppo non ha un significato particolare, composto da due parole scelte a caso dalla cantante Corrina da libri editi dal National Geographic.
Dopo l'EP Secession del 2008 hanno esordito nel 2010 con l'album Hearts on Hold, lavoro debitore sia dell'alternative rock sperimentale dei Flamin' Lips come del jazz e del trip hop
Nel 2012 pubblicano il secondo album A Monument (City Slang).

## Discografia

### Album
- 2010 - Hearts on Hold (Provenance)
- 2012 - A Monument (City Slang)

### EP
- 2008 - Secession EP (Polyvinyl Records)